# Fundació Caixa Laietana
Fundació Caixa Laietana fue fundada en 1987 al amparo de Caixa Laietana. Tenía sus raíces en Mataró, capital del Maresme. Era una fundación que tenía por objeto impulsar todo tipo de programas culturales, artísticos, científicos y técnicos, en las más diversas expresiones. La principal misión que tenía encomendada la Fundació Caixa Laietana, por encargo de los órganos de gobierno de Caixa Laietana, era la gestión y administración de una parte de la obra social propia de Caixa Laietana (salas de exposiciones, centro multimedia, bibliotecas, equipamientos culturales para la gente mayor, ...). En octubre de 2014, quedó absorbida por la Fundació Iluro, heredera de la Obra Social de la ya extinta Caixa Laietana.

## Historia

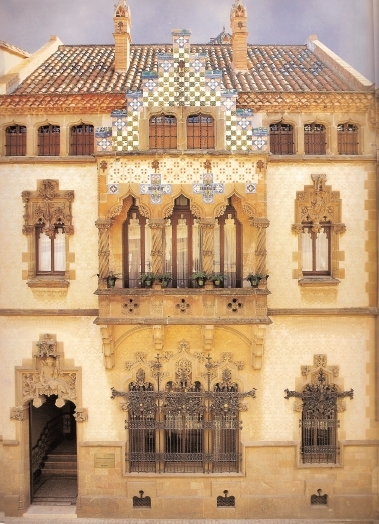
Fundació Caixa Laietana - la Casa Coll i Regàs en Mataró.

Caixa Laietana creó en 1987 una fundación para gestionar los recursos de su obra social sin que ello afectara sobremanera a su funcionamiento. El objetivo de la Fundació Caixa Laietana fue "fomentar entre las clases laboriosas los hábitos de la economía".
La Fundació Caixa Laietana tenía su sede en la Casa Coll i Regàs, la obra modernista y más emblemática de Josep Puig i Cadafalch en Mataró, ubicada en la calle Argentona, 55.

## Obra Social
Caixa Laietana destinaba uno de cada cuatro euros del beneficio neto de cada ejercicio a la obra social. Con estos medios y recursos, Caixa Laietana fundamentaba la obra propia (salas de exposiciones, centro multimedia, bibliotecas, equipamientos culturales para la gente mayor, ...) y contribuía al sostenimiento de muchas iniciativas socioculturales y de prestación de servicios, acercándose a la gente y colaborando con colectivos, entidades, asociaciones e instituciones.
Los contenidos se materializaban en todos los campos (cultura y educación, asistencia social y sanitaria, cooperación con el tercer mundo, restauración del patrimonio, medio ambiente, nuevas tecnologías, ...).
La obra social de Caixa Laietana se guiaba por el interés general, la mejora de la calidad de vida y la integración de todas las personas sin excepción, interpretando los cambios sociales y las diversas sensibilidades.

## Nueva fundación
El 23 de abril de 2013, se produjo la transformación de la Obra Social de la Caixa Laietana en la Fundació Iluro, fundación privada especial. El acuerdo fue tomado por la comisión gestora nombrada por la Generalitat para cumplir con la normativa para la obra social de las cajas que se desvincularon de la actividad financiera.
En octubre de 2014, se consolida la fusión por absorción de la Fundació Caixa Laietana con la nueva Fundació Iluro. De esta manera, las actividades que hasta ahora realizaba la Fundació Caixa Laietana pasa a realizarlas la Fundació Iluro.